# Karmele Marchante
María del Carmen Marchante Barrobés (Tortosa, 15 de setembre de 1946), més coneguda com a Karmele Marchante, és una periodista catalana especialitzada en la premsa rosa.

## Biografia
Karmele Marchante va néixer a Tortosa l'any 1946, filla del coronel d'infanteria Carlos Marchante Alonso (1910 - 17 de setembre 2000) i de Carmen Barrobés Llatge (morta el 10 d'abril de 2005), que provenia d'una família molt acomodada de Barcelona i havia pertangut a l'Auxili Social de Falange Espanyola. Va tenir dos germans, Carlos i María del Rosario (Charito).

### Inicis
Va cursar estudis a la Universitat de Navarra i a l'Escola Oficial de Periodisme de Barcelona.
El 1981, juntament amb María Rodríguez Bayraguet, va traduir del francès al castellà per a l'editorial Icaria de Barcelona el llibre de Ruhol·lah Khomeini titulat Principios políticos, filosóficos, sociales y religiosos.
Seguidament va iniciar-se en la professió periodística a través de mitjans de premsa escrita tant a Barcelona com a Madrid, en la UNESCO i com a corresponsal a diversos països.
Aviat dona el salt a la pantalla petita, mitjà que l'ha convertit en un personatge molt conegut a Espanya. Les seves primeres experiències en televisió les desenvolupa als espais informatius, com a Informe semanal, de Televisió Espanyola. Va arribar també a dirigir l'última etapa de la revista Star que, amb reportatges com el de Michael Jackson l'any 1984, va ser una de les publicacions pioneres de la contracultura a Espanya.

## Televisió
Ja en la dècada del 1980, va començar a realitzar crònica social al programa La tarde, que presentava Pepe Navarro i, posteriorment, ja en la dècada de 1990 a Pasa la vida, amb María Teresa Campos.

### Tómbola
Especialitzada des de llavors en el que es coneix com a premsa rosa, la gran popularitat li va arribar amb el programa Tómbola, emès per les televisions Canal 9 i Telemadrid entre 1997 i 2004. Es tractava d'un format nou a Espanya en el qual diversos periodistes -entre els quals es trobava la mateixa Karmele Marchante- incidien, en moltes ocasions en to de retret i amb actitud agressiva, en aspectes de la vida privada del personatge entrevistat.
L'espai, i per tant, aquesta forma d'exercir el periodisme, va ser àmpliament desacreditat per amplis sectors de la crítica i, donada el finançament públic del programa, fins i tot pels partits polítics. No obstant això, va comptar amb el suport d'una audiència fidel que va permetre que es mantingués set anys en antena.
En el cas concret de Marchante, es van fer cèlebres els seus enfrontaments verbals amb Jesús Mariñas (autor de la llavors famosa frase «que callis Karmele!»), un dels seus companys en el plató. Unes acusacions d'estafa de la periodista contra l'actriu i presentadora Carmen Sevilla van provocar un escàndol el 2002, en relació amb la seva participació en una fundació d'ajuda a discapacitats, i que van acabar amb una sentència judicial de l'Audiència Provincial de Madrid en la qual es condemnava a la periodista per intromissió il·legítima al dret a l'honor. El març de 2009, el Tribunal Suprem ratificava la sentència de l'Audiència Provincial de Madrid manifestant que la periodista no havia estat capaç de provar els extrems abocats en el seu article. Marchante va ser condemnada a pagar 6.000 euros d'indemnització a Carmen Sevilla, i Sevilla va ser obligada a destinar aquests diners a finalitats benèfiques, tal com va anunciar en la seva demanda.

### Altres col·laboracions, Telecinco iSálvame
Després del tancament de Tómbola, Marchante va continuar la seva trajectòria en cadenes d'àmbit espanyol, col·laborant com a experta en crònica rosa en programes com Como la vida (2003-2004), a Antena 3, o a Telecinco: Día a día (2004), de María Teresa Campos, TNT (2004-2007), de Jordi González o A tu lado (2004-2007), d'Emma García. També destaca el programa Temporada alta de la cadena balear IB3.
El 2008 va participar en el concurs Supervivientes, que emet també Telecinco, on va ser la sisena expulsada.
El 2009 va començar a col·laborar com a tertuliana al programa Sálvame presentat per Jorge Javier Vázquez, de Telecinco, i el va abandonar el març de 2011, per les moltes diferències amb els seus companys de plató, amb alguns dels quals havia tingut diverses disputes. Durant la seva etapa professional al programa, Karmele Marchante va aportar, a part de la seva experiència periodística, moments còmics com la seva inscripció al Festival d'Eurovisió de 2010. Uns mesos després torna a Sálvame per intentar arreglar les diferències amb els seus companys.
Va treballar, en qualitat d'entrevistadora de personatges populars, al programa La noria (2008-2012) fins que es va cancel·lar el programa per falta d'anunciants, i el 18 de novembre de 2011 va tornar a reincorporar-se en Sálvame.
El 16 de juliol de 2013, Karmele Marchante va començar a participar en un nou concurs de Telecinco anomenat Campamento de verano, un programa de telerealitat presentat per Joaquín Prat des dels estudis centrals de Mediaset Espanya/Telecinco i amb la seva copresentadora Sonia Ferrer des de la Serra de Gredos.

## Ràdio
En l'estiu de 2015, es va fer públic el seu fitxatge, com a col·laboradora, per al programa La vida de Catalunya Ràdio, presentat per Sílvia Cóppulo.

## Eurovisió 2010
El 2009, el programa de televisió Sálvame va anunciar que Karmele Marchante es presentaria a la preselecció de Televisió Espanyola per al Festival d'Eurovisió de 2010, sota el nom artístic de Pop Star Queen. En aquest programa la periodista va presentar tres cançons ("Soy un tsunami", "La Carmelita" i "Las mujeres al poder"), de les quals va ser triada "Soy un tsunami" per presentar-se a la convocatòria.
Marchante va presentar la nit de Nadal el seu videoclip amb lleugeres modificacions, i el 18 de gener de 2010 va ser admesa oficialment per Radiotelevisión Española (RTVE) com una de les 313 candidatures vàlides. Tot i que la candidatura va comptar amb el rebuig d'alguns cantants que participaven en el procés i l'airada protesta dels seguidors d'Eurovisió, "Soy un tsunami" es va situar des del primer dia en la primera posició de les votacions en internet, arribant a superar abans de la seva eliminació els 100.000 vots amb un avantatge de 30.000 sobre la segona classificada, Coral Segovia. No obstant això, la seva candidatura va ser rebutjada tres dies després de l'obertura de les votacions per RTVE, després de conèixer-se que algunes parts de "Soy un tsunami" incomplien el reglament de la Unió Europea de Radiodifusió per al Festival d'Eurovisió. Una pàgina web dedicada a l'esdeveniment va fer públic que algunes parts de la cançó van ser preses de cançons populars de l'època franquista i la mateixa Karmele Marchante va cantar aquestes estrofes en altres programes de televisió abans de l'1 d'octubre de 2009 (data abans de la qual no poden conèixer-se les cançons escrites per al festival), per la qual cosa no era un tema inèdit. A més, una part de la cançó va ser extreta del programa Sálvame, emès durant l'estiu de 2009.
D'altra banda, la cançó inclou el nom del centre comercial Carrefour, també contra les normes, encara que la cantant va declarar que aquest terme significa encreuament en francès. Finalment, es va publicar el videoclip a Telecinco abans d'enviar-ho a la televisió pública, que en les seves normes demanava en aquest aspecte un principi d'exclusivitat.

## Discografia
Senzills
- "Soy un Tsunami"
- "Karmele, la reina de la pista"

Altres cançons
- "La Karmelita, niña bonita"
- "Las mujeres al poder"

## Obra literària
L'obra literària es basa en el gran nombre d'articles i dos llibres que ha escrit, Arquetipos y arquetipas: la fauna rosa que tracta dels diferents personatges del panorama espanyol, editat el 2003 per l'editorial Planeta.
El seu altre llibre és de caràcter més eròtic i es titula Los juguetes de Karmele Marchante, publicat el 2011 per l'editorial La Esfera. Segons l'escriptora «aquest llibre és perquè totes les persones pensin, com jo, que el sexe és bo, divertit, gens vergonyant i tan necessari que hauria, amb les seves joguines i al·licients, d'estar subvencionat per la Seguretat Social».
Defensora també de la transexualitat i del col·lectiu homosexual en general, dos transsexuals sortien en el vídeo clip de "Soy un tsunami", motiu pel qual va ser escollida com a pregonera de la desfilada de l'orgull de Madrid l'any 2010.